# Ertzaintza
La Ertzaintza è la forza di polizia autonoma della comunitá autonoma spagnola dei Paesi Baschi. Fu creata nel 1982 dall'allora Lehendakari (Presidente del Governo basco) Carlos Garaikoetxea, in applicazione dello Statuto di Autonomia dei Paesi Baschi del 1979. Deriva dalla Ertzaña, forza di polizia costituita dal Governo Provvisorio Basco (Gobierno de Euzkadi) durante la Guerra civile spagnola, con l'adozione dello Statuto di Autonomia dalla Seconda repubblica spagnola.
È uno dei quattro corpi di sicurezza spagnoli di carattere autonomo, insieme ai Mossos d'Esquadra catalani, la Polizia Foral di Navarra e la Policía Canaria. Ognuno dei suoi circa 8000 agenti viene chiamato ertzaina (IPA: [erts̻aɲa], Guardiano del popolo) mentre le caserme sono dette ertzain-etxea (casa degli ertzaina).
Attualmente circa il 90% degli agenti è di sesso maschile, anche se negli ultimi anni sono state introdotte misure di azione positiva e sono state realizzate campagne informative per promuovere l'accesso delle donne al corpo.
La sede centrale si trova a Erandio (Biscaglia) e dispone di 25 stazioni distribuite nelle varie comarche dei Paesi Baschi e di vari uffici di servizi alla cittadinanza nei centri delle capitali e nell'Aeroporto di Bilbao a Loiu (Biscaglia). Altre basi importanti sono quelle di Iurreta, l'Accademia di formazione di Arkauti (Vitoria) e la base di allenamento del paese abbandonato di Berrozi, nella provincia di Álava.
La Ertzaintza è un corpo di 'polizia integrale', competendole tutto ciò che concerne le materie di ordine pubblico, pubblica sicurezza, traffico e 'giochi e spettacoli'. Svolge inoltre funzione di corpo anti-terrorista, investigativo e di polizia giudiziaria. Dipende direttamente dal Dipartimento di Sicurezza del Governo Basco, della quale è attualmente responsabile Estefanía Beltrán de Heredia.

## Storia
Le origini della Ertzaintza attuale come forza di polizia integrale basca possono risalire alle vecchie milizie municipali, delle organizzazioni popolari al servizio dei governi locali create per soddisfare la necessità di sicurezza pubblica, molto comuni in tutta la Spagna fino al XIX secolo, quando si iniziano a costituire dei primi corpi di polizia professionali, in risposta al brigantaggio conseguenza delle convulsioni politiche e sociali della fine del XVII secolo spagnolo.
Il contesto decisivo per la configurazione definitiva di corpi ufficiali professionali si sviluppò durante la Prima guerra carlista (1833-1840), quando iniziarono le loro attività i micheletti di Biscaglia e di Gipuzkoa e i miñones de Álava.
Durante la guerra civile spagnola il primo governo basco di José Antonio Aguirre, assolvendo il dovere di "mantenere la pace sociale e l'ordine pubblico", scioglie i corpi di sicurezza esistenti in Biscaglia (la Guardia Civil e la Guardia de Asalto) e crea una nuova organizzazione che, dopo il primo nome provvisorio di "Policía Militar de Euzkadi", arriva a essere ufficializzata come Ertzaña, formata da una sezione a terra e una motorizzata (chiamata Igiletua), per un totale di circa 1500 agenti.
La sede si trovava nel Palacio de Ibaigane di Bilbao, ora sede della società calcistica Athletic Club.

## Formazione
I membri del primo grado della promozione assistono a un corso di formazione e svolgono successivamente un periodo di pratica. I selezionati all'anno successivo realizzano un corso basico nell'Accademia, attraverso il quale accedono al processo di selezione.
I futuri agenti, previo concorso pubblico, accedono a un periodo di 9 mesi nel quale apprendono le differenti discipline utili alla futura funzione; dopo un periodo minimo di 12 mesi di pratica prestando servizio attivo in diverse unità, gli agenti sono finalmente designati funzionari.
Nonostante sia di grande importanza, la conoscenza della lingua euskera non è un requisito indispensabile per accedere al corso. Di fatto, nel 2014 circa il 62% degli agenti non dominava la lingua.
Il "Piano generale di normalizzazione dell'uso dell'euskera" approvato nel 2014 prevede il conoscimento della lingua come requisito essenziale in un futuro prossimo.

## Organizzazione della Ertzaintza

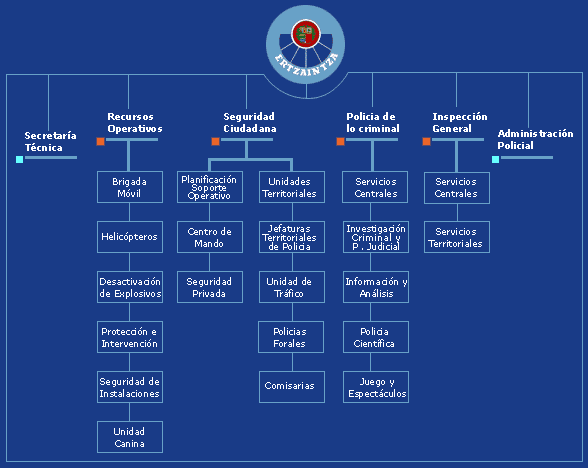
Organigramma strutturale della Ertzaintza.

La Ertzaintza è divisa in due divisioni, Protezione civile e Investigazione, alla quale si somma l'Agenzia dei servizi segreti. Una unitá di funzionari civili (UtAP) funziona come gruppo d'appoggio nell'aspetto amministrativo.
Le unitá più rilevanti sono:
Sicurezza Urbana
L'Unitá incaricata di pattugliare la strada. A causa dell'ostilitá dell'organizzazione armata indipendentista ETA non si svolgevano pattugliamenti a piedi fino alla cessata attività armata del 2011; da allora sono in corso processi di "avvicinamento" alla cittadinanza e ai movimenti di rivendicazione della cultura e della lingua basca. Più di 4000 agenti fanno parte di questa unitá, la più grande e prossima alla cittadinanza. Indossano un'uniforme blu scuro e berretto con visiera con giacca rossa, mentre la tradizionale 'txapela', il copricapo conosciuto in Italia come appunto il 'basco', si utilizza ormai solo nell'uniforme da gala e in quella da ufficio.
Investigazione e Polizia Scientifica
La Ertzaintza conta gruppi di investigazione specializzati in varie materie come droghe, criminalità transfrontaliera, delitti di natura economica, medioambientale, etc. nonché l'unità di Polizia Scientifica, celebre per aver risolto grazie ad analisi del DNA vari delitti come l'assassinio di Joseba Pagazaurtundua, capo della polizia locale di Andoain (Gipuzkoa).
Traffico
È l'unità più antica del corpo, presente nelle strade dal 1982 in sostituzione della Guardia Civil. Praticano controlli di velocità, di tasso alcolemico e di utilizzo di sostanze stupefacenti.
Brigata Mobile
La Brigata Mobile è l'unità antisommossa della Ertzaintza, più conosciuta come 'Beltzak' ('i neri' in euskera), per l'uniforme nera.
Indossano passamontagna e casco rosso. Le unità d'appoggio si incaricano inoltre di prestare ausilio alle squadre di Sicurezza Urbana nei grandi eventi o in circostanze puntuali come il trasporto dei detenuti. 
Berrozi Berezi Taldea
È il Gruppo Speciale d'Intervento che entra in azione in caso di presa di ostaggi e che realizza operazioni di sicurezza di particolare rilevanza, come vigilare da punti elevati durante le visite delle alte istituzioni dello Stato. Si allenano nella base di Berroci, costruita sopra le rovine di un paese abbandonato nel cuore della provincia di Álava.

## Equipaggiamento della Ertzaintza

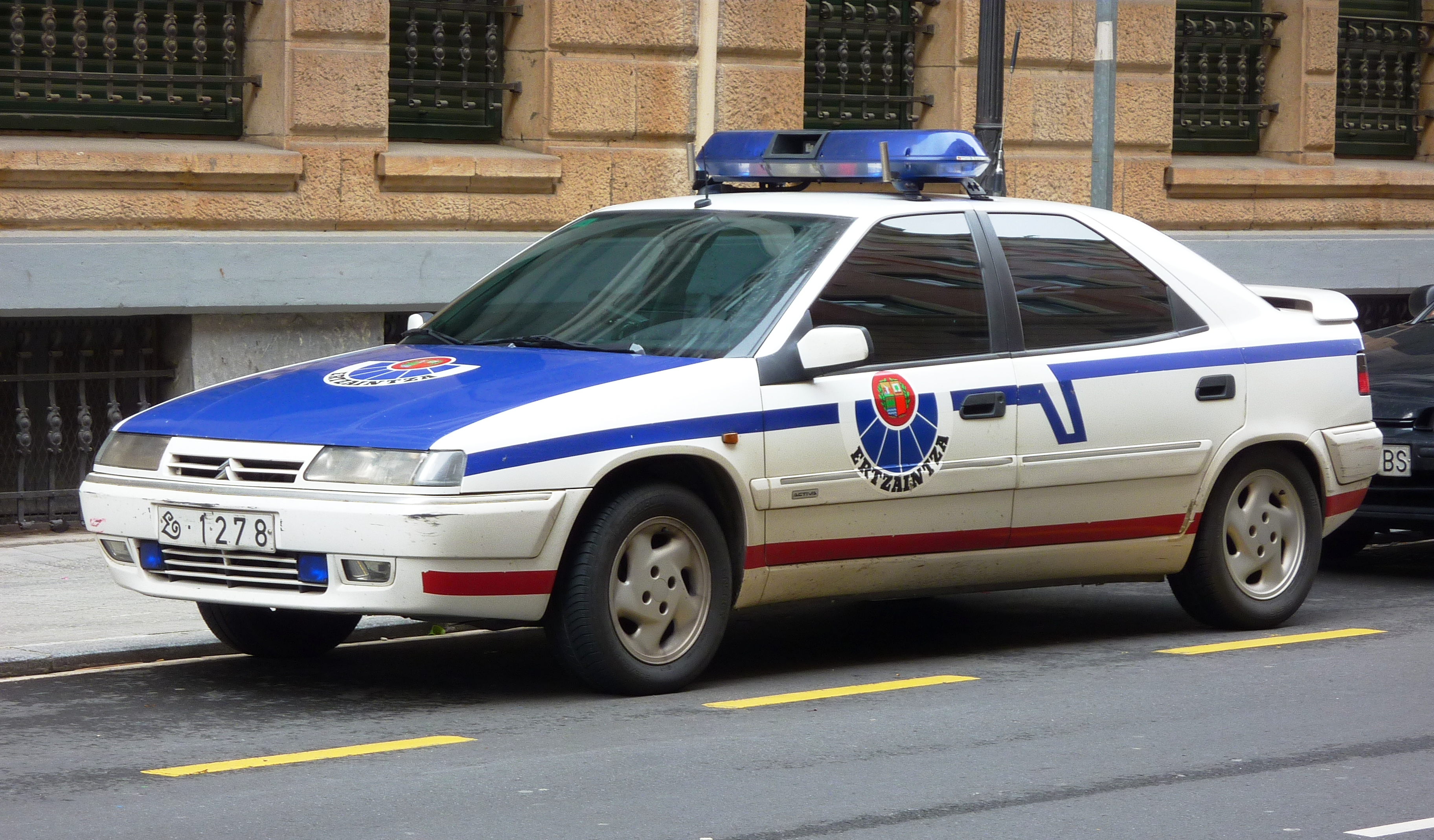
Auto pattuglia della Ertzaintza.

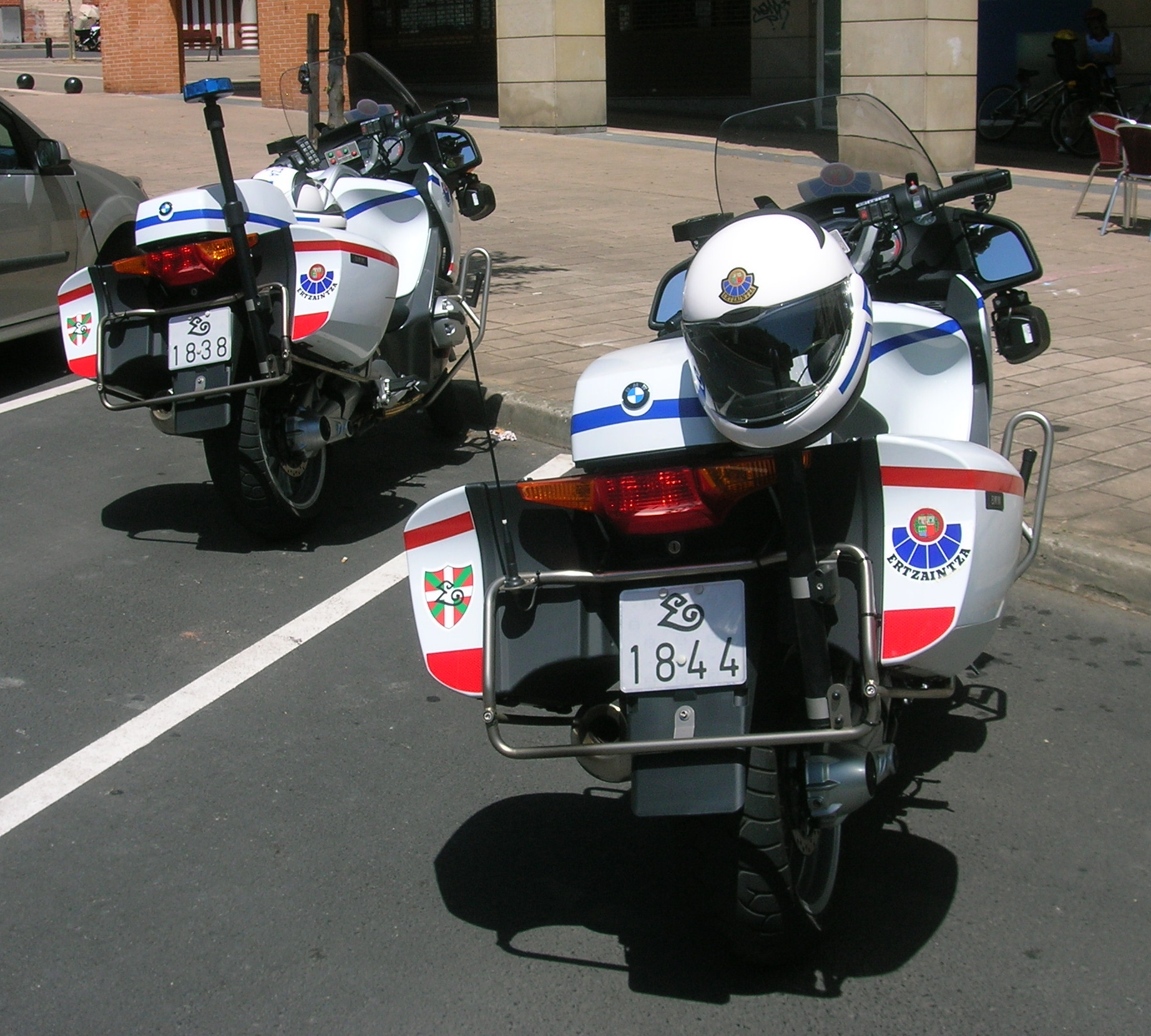
Moto pattuglia della Ertzaintza.

### Veicoli
Al 2014 la Ertzaintza disponeva, tra altri, di 85 furgoni antisommossa (età media di 17 anni), 1.162 auto civette (12 anni), 485 auto pattuglia (7 anni), 143 motociclette (12 anni), 47 furgoni da traffico (6 anni), 70 furgoni leggeri (8 anni), 23 veicoli cellulari (12 anni).
I veicoli ufficiali sono bianchi con parti blu e rosse e riportano lo scudo della Ertzaintza e la Ikurrina, la bandiera basca. Sulle targhe speciali figurano il numero identificativo del veicolo e la lettera E in stile gotico.
I veicoli in maggioranza sono i seguenti:
- SEAT Altea XL
- Volkswagen Passat
- Renault Mégane
- Renault 19
- Nissan Patrol GR
- Nissan Patrol
- Mercedes-Benz Sprinter
- Mercedes-Benz Vito
- Volkswagen Transporter
- Eurocopter EC-135

## Sindacati e conflittualità sindacale
Il 90% degli ertzaina è affiliato a un sindacato. Dopo le elezioni interne dell'ottobre 2014 le organizzazioni con rappresentazione sono cinque: 
- ErNE (Ertzainen Nazional Elkartasuna, Solidarietà Nazionale degli Ertzaina): sindacato indipendente e corporativo con presenza anche nella Polizia locale basca.
- Esan (Ertzaintzaren Sindikatu Abertzale Nazionala, Sindacato Abertzale della Ertzaintza): sindacato corporativo sorto da una scissione di carattere nazionalista dalla ELA.
- ELA (Eusko Langileen Alkartasuna, Solidarietà dei Lavoratori Baschi): sezione sindacalista del principale sindacato di classe dei Paesi Baschi.
- SiPE (Sindacato Professionale della Ertzaintza): sindacato corporativo erede in parte dell'antica sezione sindacale della UGT.
- Euspel (Euskal Polizien Elkartasuna, Solidarietà della Polizia Basca): sindacato corporativo di recente creazione nato dalla base di Berroci.

Fino alle ultime elezioni anche la sezione sindacale della CCOO aveva sempre avuto rappresentazione negli organi interni.